# در زندگی نهانی من
«در زندگی نهانی من» (به انگلیسی: In My Secret Life) نام تک‌آهنگی از هنرمند اهل کانادا لئونارد کوهن است. این تک‌آهنگ در آلبوم ده ترانه نو که در سال ۲۰۰۱ عرضه شد قرار دارد. تهیه‌کننده این آلبوم شارون رابینسون است و توسط کمپانی کلمبیا رکوردز عرضه شده‌است.